# 光陽跑酷
光陽跑酷，是光陽機車於2019年5月所生產的越野型(off-road)125機車。同時期許為全球戰略車。建議售價為7萬8300元。
假想敵為BWS。

## 概要
命名來自跑酷運動。缺點為缺少前置物空間，如要使用手機，需要加購手機架。僅發售一年多就下架停售。

## 外觀
形似PGO機車旗下的X hot車種。也像山葉機車的BW'S車種。甚至類似光陽機車自己旗下的racing系列。